# Hermann Mühlbeyer
Hermann Mühlbeyer (* 5. Mai 1939 in Bad Friedrichshall, Ortsteil Jagstfeld) ist ein deutscher Politiker (CDU).

## Ausbildung und Beruf
Mühlbeyer absolvierte nach der Schule eine Bergmannslehre und war bis 1962 im Steinsalzbergwerk Bad Friedrichshall unter Tage tätig. Dann besuchte er das Katholische Sozialinstitut Hohenaschau in Oberbayern und anschließend die Fachhochschule für Sozialarbeit in Freiburg im Breisgau, wo er 1966 das Staatsexamen für Sozialarbeit und Wohlfahrtspflege ablegte. Dann war er in verschiedenen Bereichen der Sozialarbeit tätig, zuletzt als Referatsleiter im Kreisjugend- und Sozialamt Heilbronn.

## Politische Tätigkeit
Am 1. Oktober 1973 rückte Hermann Mühlbeyer als Mandatsnachfolger für Otto Klenert im Wahlkreis Heilbronn-Land I in den Landtag von Baden-Württemberg nach. Bei den sechs folgenden Landtagswahlen konnte er stets ein Erstmandat im Wahlkreis Neckarsulm erringen und gehörte dem Landtag bis zum 31. Mai 2001 an. Er war 26 Jahre Mitglied des Landesvorstandes der CDU Baden-Württemberg und Landesvorsitzender der Christlich-Demokratischen Arbeitnehmerschaft (CDA).
Ab Juni 1984 amtierte er als politischer Staatssekretär im Ministerium für Arbeit, Gesundheit und Sozialordnung (ab Juli 1984: Ministerium für Arbeit, Gesundheit, Familie und Sozialordnung; ab 1991: Ministerium für Arbeit, Gesundheit, Familie und Frauen) des Landes Baden-Württemberg. Nach der Landtagswahl 1992 bildeten CDU und SPD eine Große Koalition und Mühlbeyer wurde nicht wieder in das Staatssekretärsamt berufen. Bis zu seinem Ausscheiden aus dem Landtag 2001 war Mühlbeyer Vorsitzender des Sozialausschusses.
Mühlbeyer gehörte als vom Landtag des Landes Baden-Württemberg gewähltes Mitglied 1974 der 6. und 1999 der 11. Bundesversammlung zur Wahl des Bundespräsidenten der Bundesrepublik Deutschland an.

## Ehrungen und Auszeichnungen
Hermann Mühlbeyer wurde u. a. mit dem Verdienstkreuz 1. Klasse (1986), dem Großen Verdienstkreuz des Verdienstordens der Bundesrepublik Deutschland und der Verdienstmedaille des Landes Baden-Württemberg (2004) ausgezeichnet.